# Rennes-en-Grenouilles
Pour les articles homonymes, voir Rennes (homonymie).
Rennes-en-Grenouilles est une commune française, située dans le département de la Mayenne en région Pays de la Loire, peuplée de 111 habitants.
La commune a la particularité de faire partie à la fois des provinces historiques du Maine et de la Normandie dans le pays de Passais. Commune mixte située pour moitié dans l'Orne, pour moitié en Mayenne après la Révolution, elle est finalement entièrement rattachée à la Mayenne en 1831.

## Géographie

### Communes limitrophes
|                                                                 | Rives d'Andaine (Commune déléguée de Geneslay) (Orne) |         |
| Juvigny Val d'Andaine (Commune déléguée des Sept-Forges) (Orne) | Rennes-en-Grenouilles                                 | Thubœuf |
| Le Housseau-Brétignolles                                        | Sainte-Marie-du-Bois                                  |         |

### Climat
Pour des articles plus généraux, voir Climat des Pays de la Loire et Climat du Val-d'Oise.
En 2010, le climat de la commune est de type climat océanique altéré, selon une étude du CNRS s'appuyant sur une série de données couvrant la période 1971-2000. En 2020, Météo-France publie une typologie des climats de la France métropolitaine dans laquelle la commune est exposée à un climat océanique et est dans la région climatique  Normandie (Cotentin, Orne), caractérisée par une pluviométrie relativement élevée (850 mm/a) et un été frais (15,5 °C) et venté. 
Pour la période 1971-2000, la température annuelle moyenne est de 10,7 °C, avec une amplitude thermique annuelle de 13,4 °C. Le cumul annuel moyen de précipitations est de 782 mm, avec 13 jours de précipitations en janvier et 7,2 jours en juillet. Pour la période 1991-2020, la température moyenne annuelle observée sur la station météorologique de Météo-France la plus proche, « Le Horps », sur la commune du Horps à 11 km à vol d'oiseau, est de 11,1 °C et le cumul annuel moyen de précipitations est de 857,1 mm,. La température maximale relevée sur cette station sur la période du 1er juillet 2003 au 2 juin 2025 est de 39,5 °C (en 2019), la température minimale de −12 °C (en 2012) et la hauteur maximale de précipitations en 24 h de 60 mm (en 2021).
Pour afficher une liste d’indicateurs climatiques caractérisant la commune aux horizons 2030, 2050 et 2100 et pouvoir ainsi s'adapter aux changements climatiques, entrer son nom dans Climadiag-commune, un site de Météo-France élaboré à partir des nouvelles projections climatiques de référence DRIAS-2020.

## Urbanisme

### Typologie
Au 1er janvier 2024, Rennes-en-Grenouilles est catégorisée commune rurale à habitat très dispersé, selon la nouvelle grille communale de densité à sept niveaux définie par l'Insee en 2022.
Elle est située hors unité urbaine et hors attraction des villes,.

### Occupation des sols
L'occupation des sols de la commune, telle qu'elle ressort de la base de données européenne d’occupation biophysique des sols Corine Land Cover (CLC), est marquée par l'importance des territoires agricoles (96,8 % en 2018), une proportion identique à celle de 1990 (96,8 %). La répartition détaillée en 2018 est la suivante : 
terres arables (58,3 %), prairies (33,7 %), zones agricoles hétérogènes (4,8 %), forêts (3,2 %). L'évolution de l’occupation des sols de la commune et de ses infrastructures peut être observée sur les différentes représentations cartographiques du territoire : la carte de Cassini (XVIIIe siècle), la carte d'état-major (1820-1866) et les cartes ou photos aériennes de l'IGN pour la période actuelle (1950 à aujourd'hui).

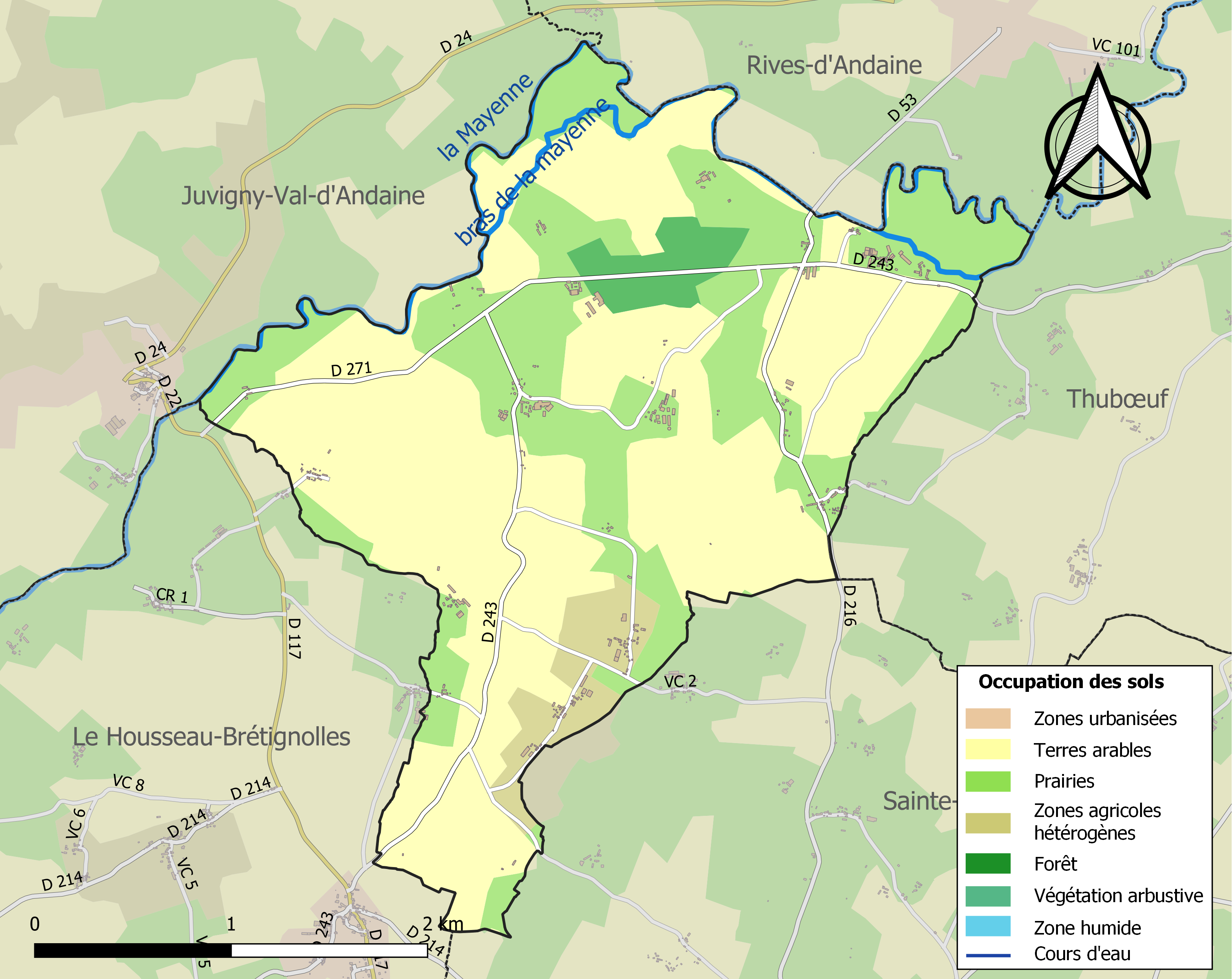
Carte des infrastructures et de l'occupation des sols de la commune en 2018 (CLC).

## Toponymie

### Attestations anciennes
- de Raina (1158)[13].

### Étymologie
Par manque d'attestations anciennes, on ne peut que se livrer à des hypothèses :
Lucien Beszard suggère de voir dans ce nom « un homonyme de celui de la ville de Rennes », autrement dit, il s'agirait d'une implantation de Riedones (i.e. « ceux qui ont des chars ») hors de leur territoire. L'attestation de 1158 ne permet ni de soutenir ni d'infirmer cette hypothèse.
Pour Gérard Taverdet, il faudrait plutôt y voir un hydronyme : le radical du mot gaulois renos signifiant « rivière », « flot »,, se retrouve dans de nombreux noms de cours d'eau. Le site de Rennes-en-Grenouilles, sur les bords de la Mayenne, peut justifier cette interprétation.
Pour le déterminant en-Grenouilles, les deux auteurs voient un jeu de mots : en ancien français, une grenouille est appelée raine, du latin rana. Lucien Beszard rappelle que Saint-Georges-sur-Erve a été ainsi appelé, aux XVIIIe et XIXe siècles, Saint-Georges-des-Grenouilles, à cause de la fréquence des inondations.

## Population et société

### Démographie
L'évolution du nombre d'habitants est connue à travers les recensements de la population effectués dans la commune depuis 1793. Pour les communes de moins de 10 000 habitants, une enquête de recensement portant sur toute la population est réalisée tous les cinq ans, les populations de référence des années intermédiaires étant quant à elles estimées par interpolation ou extrapolation. Pour la commune, le premier recensement exhaustif entrant dans le cadre du nouveau dispositif a été réalisé en 2006.
En 2022, la commune comptait 111 habitants, en évolution de +1,83 % par rapport à 2016 (Mayenne : −0,73 %, France hors Mayotte : +2,11 %).
| 1793 | 1800 | 1806 | 1821 | 1831 | 1836 | 1841 | 1846 | 1851 |
| ---- | ---- | ---- | ---- | ---- | ---- | ---- | ---- | ---- |
| 222  | 194  | 179  | 236  | 487  | 619  | 561  | 535  | 522  |

| 1856 | 1861 | 1866 | 1872 | 1876 | 1881 | 1886 | 1891 | 1896 |
| ---- | ---- | ---- | ---- | ---- | ---- | ---- | ---- | ---- |
| 501  | 497  | 489  | 473  | 434  | 428  | 410  | 398  | 342  |

| 1901 | 1906 | 1911 | 1921 | 1926 | 1931 | 1936 | 1946 | 1954 |
| ---- | ---- | ---- | ---- | ---- | ---- | ---- | ---- | ---- |
| 354  | 345  | 307  | 245  | 261  | 258  | 252  | 247  | 206  |

| 1962 | 1968 | 1975 | 1982 | 1990 | 1999 | 2006 | 2011 | 2016 |
| ---- | ---- | ---- | ---- | ---- | ---- | ---- | ---- | ---- |
| 192  | 182  | 145  | 148  | 122  | 105  | 110  | 115  | 109  |

| 2021 | 2022 | - | - | - | - | - | - | - |
| ---- | ---- | - | - | - | - | - | - | - |
| 108  | 111  | - | - | - | - | - | - | - |

Rennes-en-Grenouilles est la commune la moins peuplée de la Mayenne.

### Enseignement
- Il n'y a aucun établissement scolaire sur la commune.

## Culture locale et patrimoine

### Lieux et monuments

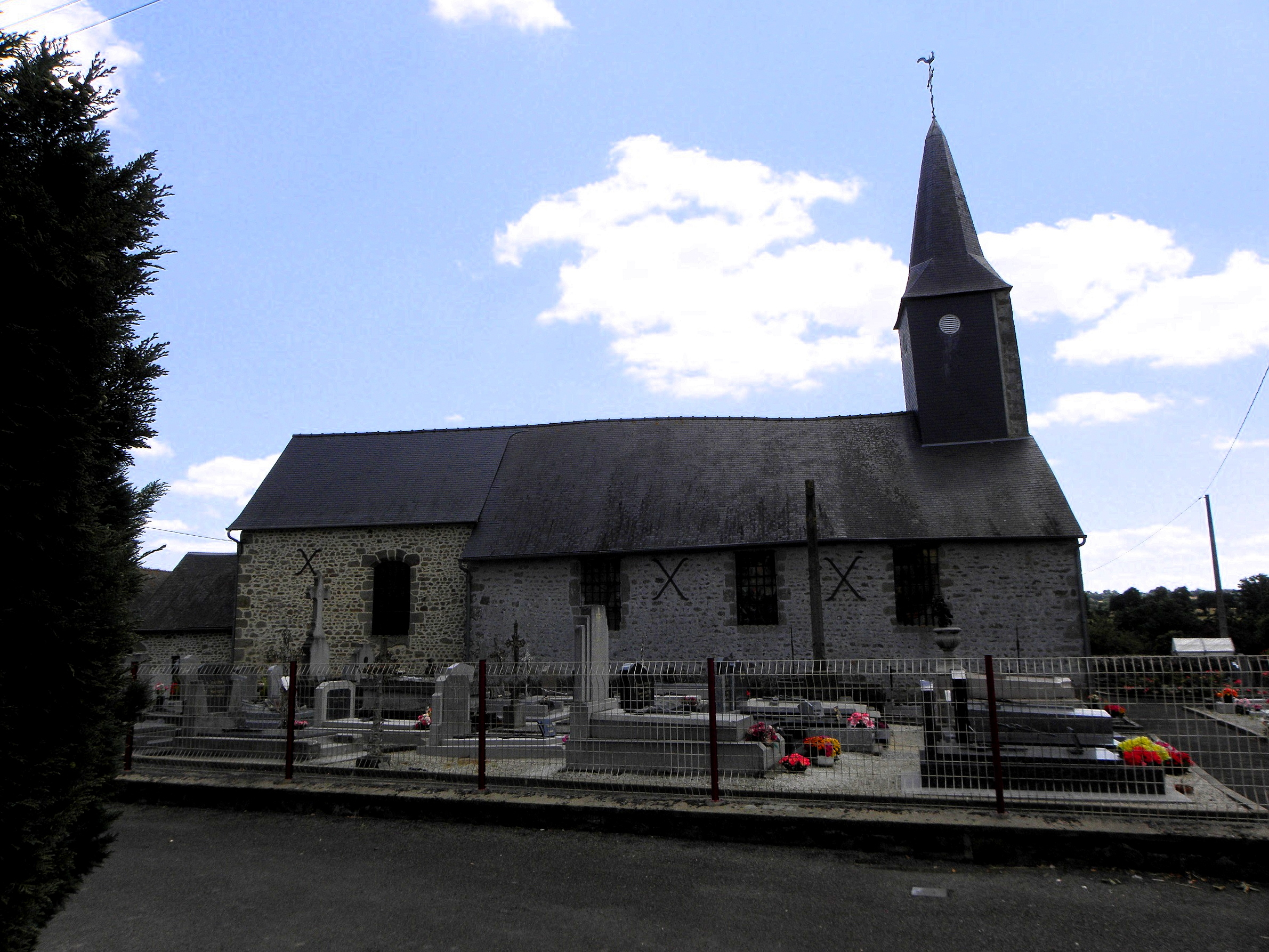
L'église Saint-Pierre de Rennes-en-Grenouilles.

- Le château de Bois-de-Maine[23], situé sur la rive gauche de la Mayenne, est inscrit aux monuments historiques[24].
- L'église paroissiale Saint-Pierre.

### Personnalités liées à la commune
- François Migoret-Lamberdière, curé, guillotiné à Laval à l'âge de 65 ans, l'un des 14 martyrs de Laval

### Héraldique
| Blason de Rennes-en-Grenouilles | Blason  | D’azur à une grenouille accostée de deux clés affrontées en pal, le tout d’or. Au chef cousu de gueules chargé d’un léopard d’or, armé et lampassé d’azur. |
| Blason de Rennes-en-Grenouilles | Détails | L’azur est la couleur traditionnelle du Maine auquel appartient Rennes-en-Grenouilles. Cette couleur représente aussi la présence de l’eau. On trouve ainsi la Mayenne au nord et les ruisseaux de la Flandriéré, du Vieil Étang et de la Guiberdière. Les clés sont le symbole traditionnel de Pierre, le saint patron de la paroisse. La grenouille rappelle une partie du nom du village indiquant la présence d’anciens marais aujourd’hui disparus. Le chef est aux couleurs de la Normandie avec le léopard sur fond de gueule. La présence de ce léopard indique une particularité de Rennes-en-Grenouilles dont une section de son territoire était traditionnellement incluse dans la province de Normandie. Les ornements sont deux gerbes de blé d’or, mises en sautoir par la pointe et liées de gueules afin d’honorer l’activité agricole de la commune. Le listel d’argent porte le nom de la commune en caractères majuscules de sable. La couronne de tours dit que l’écu est celui d’une commune ; elle n’a rien à voir avec des fortifications. Le statut officiel du blason reste à déterminer. |